# Österrike vid världsmästerskapen i friidrott 2009
Österrike deltog vid Världsmästerskapen i friidrott 2009 i Berlin.

## Deltagare

### Herrar
| Gren    | Namn            | Resultat kval                  | Placering kval                 | Resultat final                 | Placering final                |
| 100 m   | Ryan Moseley    | 10,58                          | 58                             | Utslagen i kvalomgången        | Utslagen i kvalomgången        |
| Diskus  | Gerhard Mayer   | 62,53                          | 11                             | 63,17                          | 8                              |
| Tiokamp | Roland Schwarzl | Fullföljde inte hela tävlingen | Fullföljde inte hela tävlingen | Fullföljde inte hela tävlingen | Fullföljde inte hela tävlingen |

### Damer
| Gren  | Namn            | Resultat kval | Placering kval | Resultat final          | Placering final         |
| Spjut | Elisabeth Pauer | 50,88         | 30             | Utslagen i kvalomgången | Utslagen i kvalomgången |